# الخطوط الجوية الفيتنامية
الخطوط الجوية الفيتنامية (بالفيتنامية: Hãng Hàng không Quốc gia Việt Nam) هي الناقل الوطني لدولة فيتنام، أسست سنة 1956 تحت اسم (الفيتنام للطيران المدني).

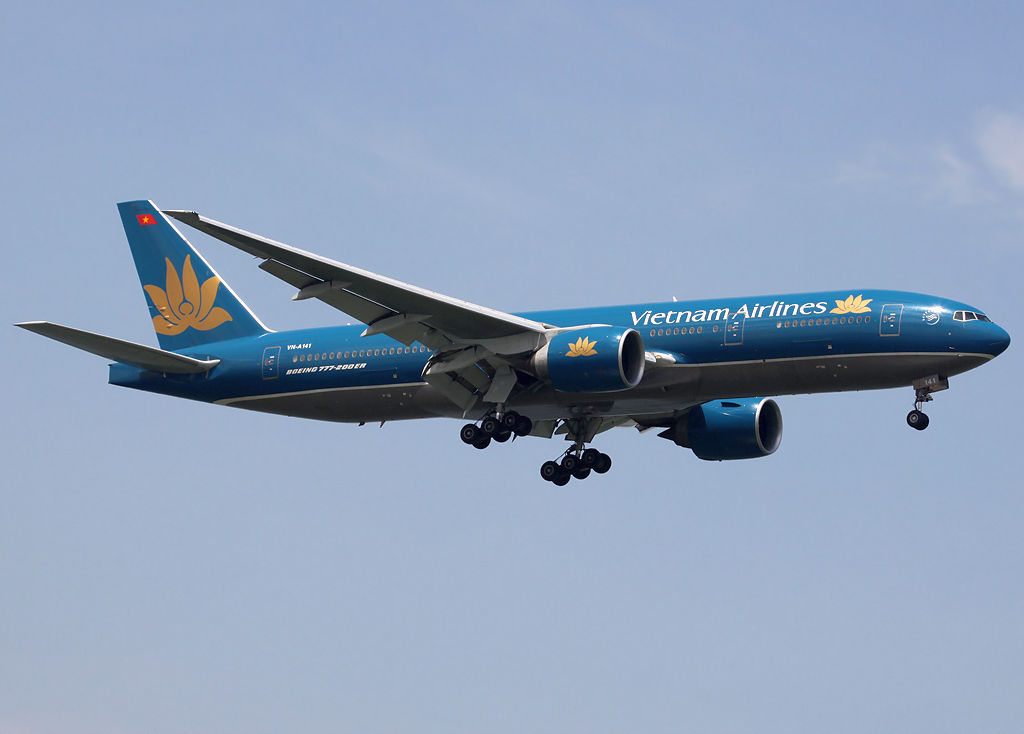
بوينغ 777-200 تهبط في مطار شانغي سنغافورة

## الوجهات
الخطوط الجوية الفيتنامية لديها شبكة خطوط في آسيا وأمريكا الشمالية وأوروبا وأوقيانوسيا. مع حوالي 300 رحلة يومية، تطير شركة الطيران إلى 21 وجهة محلية وإلى 43 وجهة دولية.

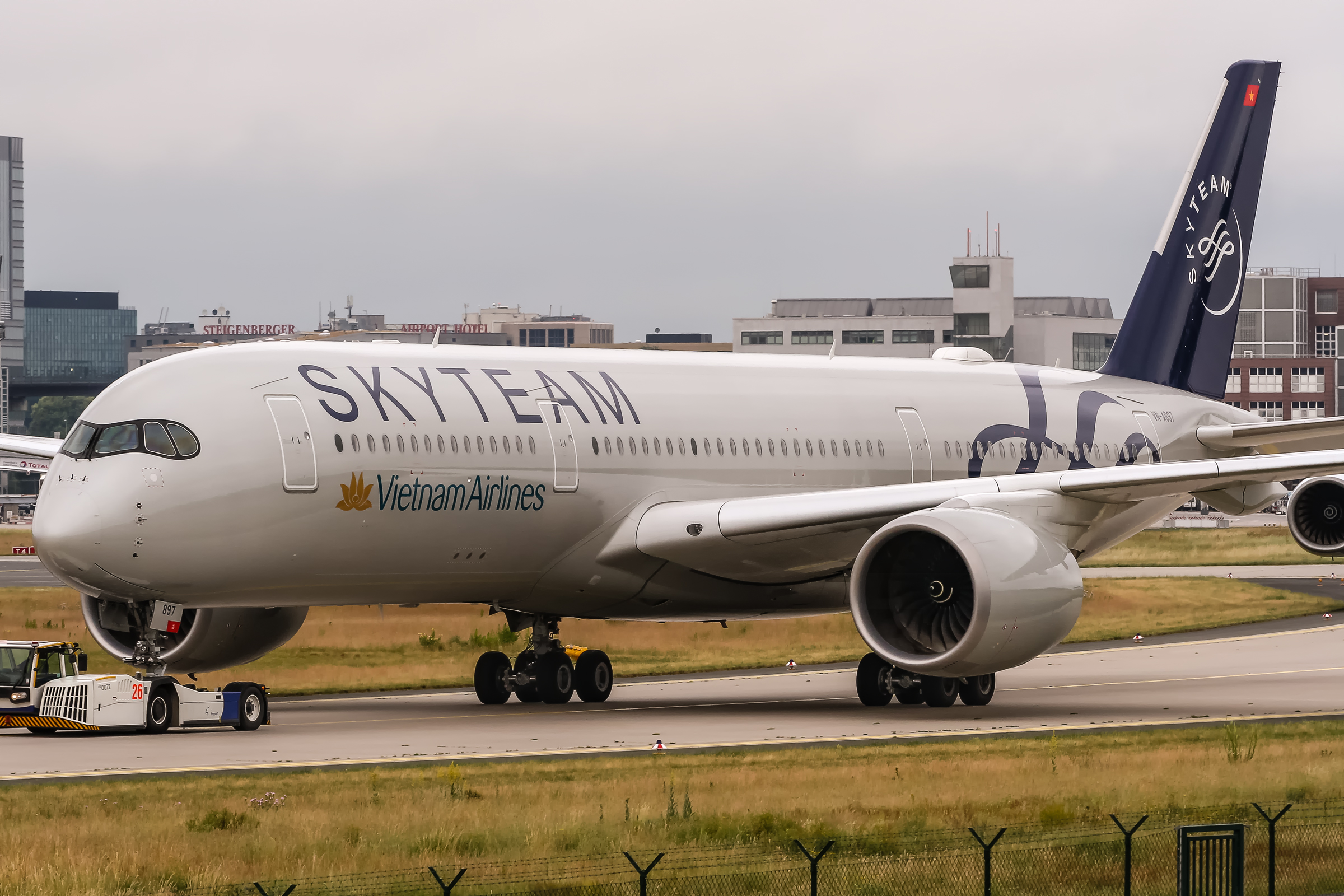
طائرة إيرباص إيه 350 عليه طلاء سكاي تيم في مطار فرانكفورت (2018).

### التحالف
انضمت الخطوط الجوية الفيتنامية إلى سكاي تيم في 10 يونيو 2010.

### اتفاقيات الرمز المشترك
أبرمت الخطوط الجوية الفيتنامية اتفاقية الرمز المشترك مع شركات الطيران التالية:
- إيروفلوت[8]
- طيران أوروبا
- الخطوط الجوية الفرنسية
- خطوط كل اليابان الجوية
- طيران بانكوك[9]
- Cambodia Angkor Air
- كاثي باسيفيك[10]
- الخطوط الجوية الصينية
- خطوط شرق الصين الجوية
- خطوط جنوب الصين الجوية[11]
- الخطوط الجوية التشيكية
- خطوط دلتا الجوية
- إل عال[12]
- الاتحاد للطيران[13]
- فين إير
- غارودا إندونيسيا[14]
- إيتا[15]
- الخطوط الجوية الكينية
- الخطوط الجوية الملكية الهولندية
- كوريا للطيران
- طيران لاوس
- طيران الشرق الأوسط
- Pacific Airlines
- الخطوط الجوية الفلبينية
- كانتاس
- الخطوط السعودية
- تاروم
- خطوط زيامن الجوية
- VASCO

## حجم الأسطول

### الأسطول الحالي
اعتبارًا من مارس 2022 قامت الخطوط الجوية الفيتنامية بتشغيل الطائرات التالية:
| الطائرة                           | في الخدمة | مطلوبة | الركاب       | الركاب            | الركاب     | الركاب     | ملاحظات                                                                                           |
| الطائرة                           | في الخدمة | مطلوبة | رجال الأعمال | السياحية المتميزة | السياحية   | المجموع    | ملاحظات                                                                                           |
| --------------------------------- | --------- | ------ | ------------ | ----------------- | ---------- | ---------- | ------------------------------------------------------------------------------------------------- |
| عائلة إيرباص إيه 320 نيو          | —         | 5      | يعلن لاحقا   | يعلن لاحقا        | يعلن لاحقا | يعلن لاحقا | مستأجرة من البنك الصناعي والتجاري الصيني وشركة التأجير الجوي. نقل ما لا يقل من طائراتين لفولاريس. |
| إيرباص إيه 321                    | 48        | —      | 16           | —                 | 162        | 178        | طائرة واحدة منها مطلية بطلاء سكاي تيم. ستسحب الطائرت الأقدم في 2023.                              |
| إيرباص إيه 321                    | 48        | —      | 16           | —                 | 168        | 184        | طائرة واحدة منها مطلية بطلاء سكاي تيم. ستسحب الطائرت الأقدم في 2023.                              |
| إيرباص إيه 321                    | 48        | —      | 8            | —                 | 195        | 203        | طائرة واحدة منها مطلية بطلاء سكاي تيم. ستسحب الطائرت الأقدم في 2023.                              |
| عائلة إيرباص إيه 320 نيو          | 20        | —      | 8            | —                 | 195        | 203        |                                                                                                   |
| إيرباص إيه 350                    | 14        | —      | 29           | 45                | 231        | 305        |                                                                                                   |
| إيرباص إيه 350                    | 14        | —      | 29           | 36                | 240        | 305        |                                                                                                   |
| بوينغ 787                         | 11        | —      | 28           | 35                | 211        | 274        |                                                                                                   |
| بوينغ 787                         | 11        | —      | 28           | —                 | 283        | 311        |                                                                                                   |
| بوينغ 787                         | 4         | 4      | 24           | —                 | 343        | 367        |                                                                                                   |
| أسطول شحن الخطوط الجوية الفتنامية |           |        |              |                   |            |            |                                                                                                   |
| إيرباص إيه 320                    | —         | 2      | الشحن        | الشحن             | الشحن      | الشحن      | ستبدأ عمليات التسليم اعتبارًا من عام 2023.                                                         |
| المجموع                           | 97        | 11     |              |                   |            |            |                                                                                                   |

### الأسطول التاريخي
قامت شركة الخطوط الجوية الفيتنامية بتشغيل الطائرات التالية:

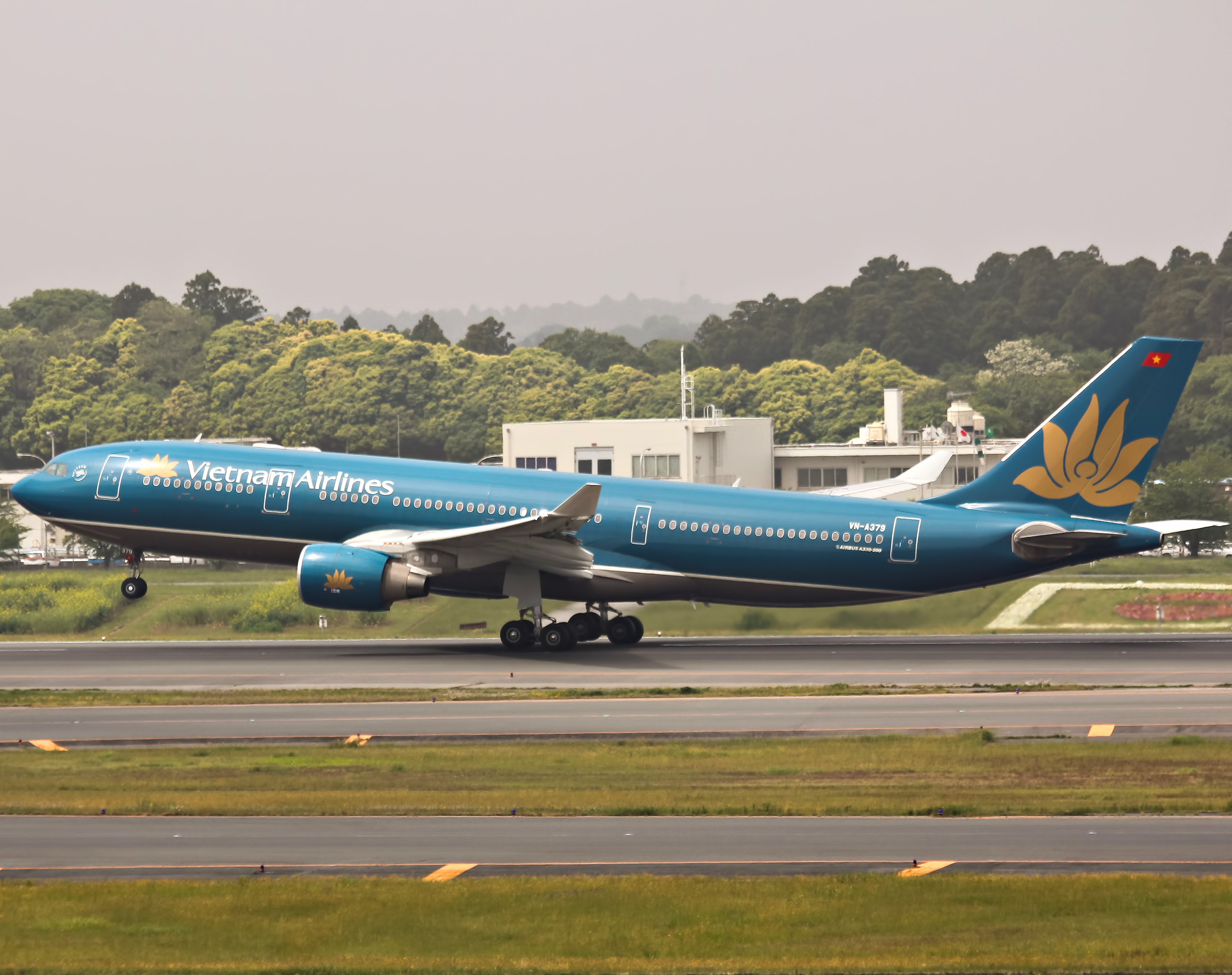
طائرة إيرباص إيه 330 تابعة للفيتنامية في 2013.

- ايرو إيه إي-45
- إيرباص إيه 300
- إيرباص إيه 300
- إيرباص إيه 310
- إيرباص إيه 310
- إيرباص إيه 320
- إيرباص إيه 321
- إيرباص إيه 330[29]
- إيرباص إيه 330
- إيرباص إيه 340
- أنتونوف أن-2
- أنتونوف أن-24
- أنتونوف أن-30
- إيه تي آر 72[30]
- إيه تي آر 72[31]
- بوينغ 707
- بوينغ 707
- بوينغ 707
- بوينغ 727
- بوينغ 737 كلاسيك
- بوينغ 767
- بوينغ 767
- بوينغ 777[32]
- دوغلاس دي سي-3
- دوغلاس دي سي-4
- دوغلاس دي سي-6
- فوكر 70[33]
- إليوشن إي أل-14G
- إليوشن إي أل-18
- Lisunov Li-2[34]
- توبوليف تي يو 134
- توبوليف تي يو 134
- ياكوفليف ياك-40[35]

## أنظر أيضا
- الخطوط الجوية الفيتنامية الرحلة 815